# Liste der Kulturdenkmäler in Leienkaul
In der Liste der Kulturdenkmäler in Leienkaul sind alle Kulturdenkmäler der rheinland-pfälzischen Ortsgemeinde Leienkaul aufgeführt. Grundlage ist die Denkmalliste des Landes Rheinland-Pfalz (Stand: 21. September 2023).

## Denkmalzonen
| Bezeichnung                                                         | Lage                    | Baujahr | Beschreibung | Bild                           |
| ------------------------------------------------------------------- | ----------------------- | ------- | --- | ------------------------------ |
| Denkmalzone Kloster Maria Martental                                 | südlich des Ortes Lage  | 1141    | 1141 gegründet, vor 1678 Ruine, 1681 neuer Klosterbau, wohl mit Kapelle, 1791 in weltliches Ritterstift umgewandelt, 1794 zerstört; vom Vorgänger der heutigen Wallfahrtskirche, ein Rechtecksaal mit Dachreiter, 1934, Architekten Max Melsheimer, Darmstadt, und Anton Falkowski, Mainz, zumindest Portal, bezeichnet 1737, Vorhalle 1968–74, Ausstattung; hinter der Kirche: in den Substruktionsmauern neuer Stein, bezeichnet 1562; Bronzebild der Muttergottes im Strahlenkranz; Kreuzweg, 20. Jahrhundert; Kreuz an der alten Nonnenkapelle; Wegekapelle, 1930er Jahre; sogenannte Napoleonsbrücke, bezeichnet 1725, 1938 verbreitert; Wirtschaftsgebäude, Krüppelwalmdachbau, 18. Jahrhundert, barockes Wappen; Friedhof | weitere Bilder Fotos hochladen |
| Denkmalzone „Bereich Schieferabbau und -verarbeitung Kaulenbachtal“ | westlich des Ortes Lage | ab 1695 | 1695 bis 1959 betriebene Anlage mit Gruben, Stollen, Abraumhalde und Betriebsgebäude (teilweise auf den Gemarkungen von Laubach und Müllenbach) | weitere Bilder Fotos hochladen |